# Bathippus dilanians
Bathippus dilanians är en spindelart som först beskrevs av Tord Tamerlan Teodor Thorell 1881.  Bathippus dilanians ingår i släktet Bathippus och familjen hoppspindlar. Inga underarter finns listade.